# Nymphidium caricae
Nymphidium caricae is een vlinder uit de familie van de prachtvlinders (Riodinidae) en de onderfamilie Riodininae.
Nymphidium caricae werd in 1758 vermeld door Linnaeus in de tiende editie van Systema naturae.